# Laura Cretara
Laura Cretara (Roma, 28 de dezembro de 1939) é uma medalhista e gravadora italiana.

## Biografia
Seguindo os passos de seu pai Francesco, que era pintor e gravador, membro do Partido Comunista da Itália, ela teve sua primeira formação artística em casa. Ela completou sua educação na Academia de Belas Artes de RoMa. Mais tarde, frequentou a "Scuola dell'Arte della Medaglia della Zecca di Stato" (Escola de Arte da Medalha da Casa da Moeda) onde teve professores como Guttuso, Fazzini, Giampaoli e Balardi.
Em 1961 foi contratada como gravadora na Casa da Moeda de Roma e em 1970 desenhou o reverso da moeda de prata de 1000 liras cunhada para o 100º aniversário de Roma como Capital. Ela foi a primeira mulher na Itália a assinar uma moeda.
Ela desenhou as 100 liras cunhadas desde 1993, bem como a face nacional da moeda de um euro com o homem vitruviano de Leonardo.